# Belrain
Belrain ist eine französische Gemeinde mit 38 Einwohnern (Stand 1. Januar 2022) im Département Meuse in der Region Grand Est (vor 2016 Lothringen). Sie gehört zum Arrondissement Commercy und zum Kanton Dieue-sur-Meuse.

## Geografie
Die Gemeinde liegt etwa 15 Kilometer nordöstlich von Bar-le-Duc im Zentrum des Départements Meuse am Ruisseau de Belrain. Die Gemeinde besteht einzig aus dem Ort Belrain. Weite Teile der Gemeinde sind bewaldet. Das bedeutendste Waldgebiet trägt den Namen Bois de Belrain. Nachbargemeinden sind Nicey-sur-Aire im Norden und Nordosten, Ville-devant-Belrain im Osten, Villotte-sur-Aire im Osten und Südosten, Érize-la-Brûlée im Südwesten sowie Raival im Westen und Nordwesten.

## Geschichte
Der Name der heutigen Gemeinde wurde im Jahr 1152 unter dem lateinischen Namen Bellusramus erstmals in einem Dokument erwähnt. Im Mittelalter gehörte der Ort zum Gebiet des Herzogtums Bar und danach zum Herzogtum Lothringen. Genauer zum Amt (Bailliage) Bar. Mit dieser Herrschaft fiel Belrain 1766 an Frankreich. Bis zur Französischen Revolution lag die Gemeinde im Grand-gouvernement de Lorraine-et-Barrois. Von 1793 bis 1801 war die Gemeinde dem Distrikt Saint-Mihiel zugeteilt. Und von 1793 bis 2015 Teil des Kantons Pierrefitte-sur-Aire. Seit 1801 ist Belrain dem Arrondissement Commercy zugeordnet. Von 1972 bis 1987 war sie Teil der Gemeinde Villotte-sur-Aire.

### Bevölkerungsentwicklung
| Jahr                                                                                                | 1962 | 1968 | 1990 | 1999 | 2006 | 2011 | 2019 |
| Einwohner                                                                                           | 65   | 54   | 36   | 31   | 44   | 43   | 33   |
| Quellen: Cassini (Volkszählungen bis 1999) und INSEE (offizielle Schätzungen per 1. Januar ab 2006) |      |      |      |      |      |      |      |

## Sehenswürdigkeiten
- Schloss aus dem Jahr 1655
- befestigte Dorfkirche Église de la Nativité–de–la(–Sainte)–Vierge aus dem 16. und 17. Jahrhundert
- Kapelle Sainte-Geneviève aus dem Jahr 1863
- Gedenkplatte für die Gefallenen[4]
- Wegkreuz nördlich des Dorfs
- Überreste einer Motte (Burg) bei La Bosse (westlich des Dorfs), seit 1990 ein Monument historique[5]

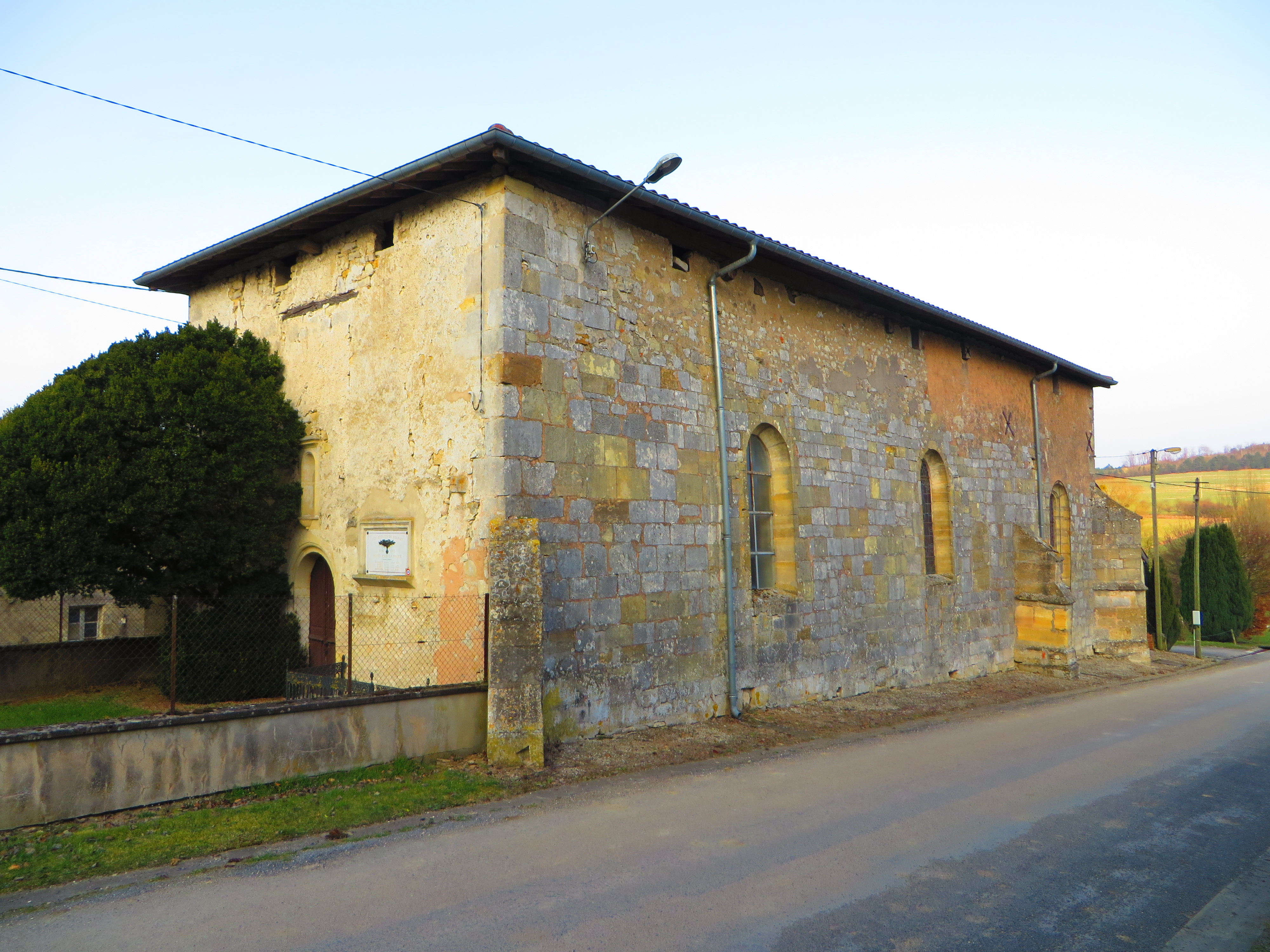
Kirche La Nativité–de–la–Sainte–Vierge
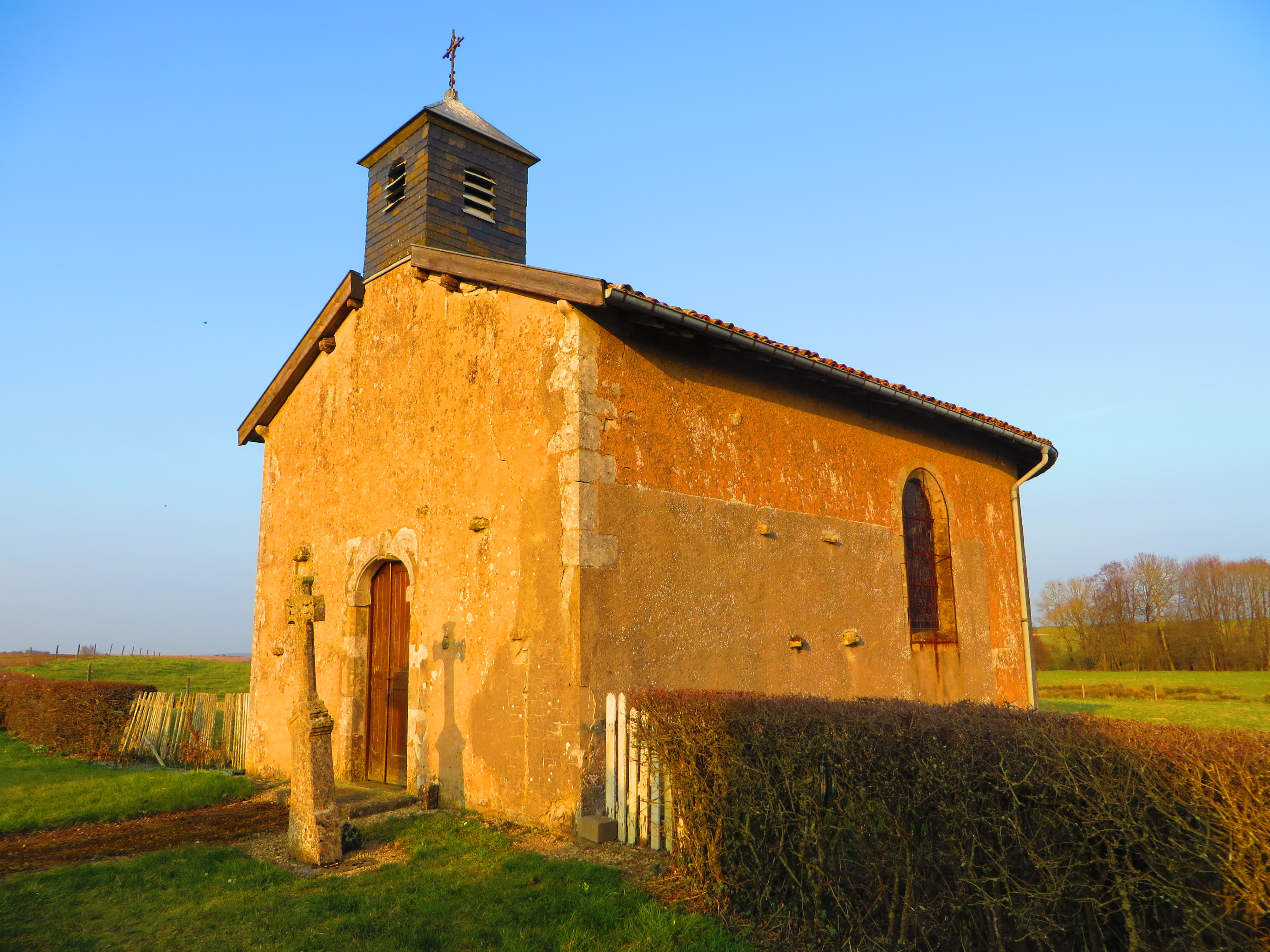
Kapelle Sainte-Geneviève